# Achille Etna Michallon
Pour les articles homonymes, voir Michallon.
Achille-Etna Michallon né le 22 octobre 1796 à Paris et mort dans la même ville le 24 septembre 1822 est un peintre français.

## Biographie
Achille-Etna Michallon est le fils du sculpteur Claude Michallon (1751-1799) et de Marie-Madeleine Cuvillon, belle-fille du sculpteur Guillaume Francin, fils de Claude-Clair Francin. Après la mort de sa mère, en 1813, il est élevé par son oncle, Guillaume Francin.
Il est l'un des tenants du paysage historique des années 1780-1830. En 1817, il est le premier lauréat du prix de Rome de paysage historique, institué en 1816 à l’instigation de Pierre-Henri de Valenciennes, dont il est l'élève. Il étudie également dans l'atelier de Jacques-Louis David. Antoine Guindrand est son élève, ainsi que Jean-Baptiste Camille Corot qui reprit de son maître l'attachement à la lumière, la construction de l'espace et le refus de l'anecdotique.
En 1808, un riche prince, Nikolaï Borissovitch Ioussoupov (1750-1831), tombe en admiration devant un tableau de Michallon dans l'atelier de David, le surnomme le « petit Poussin » et lui octroie une pension jusqu'au désastre de Moscou qui réduisit la fortune du prince.
Désireux d'emmener son jeune protégé en Italie pour lui en faire découvrir les trésors, il se voit opposer un refus de sa mère le trouvant trop jeune pour cette expédition.
En 1812, Michallon, âgé d'à peine seize ans, débute au Salon, présentant trois tableaux dont une Vue de Saint-Cloud, prise aux environs de Sèvres et Un lavoir. Étude faite d’après nature, à Aunay, et y reviendra en 1819 et en 1822, année où il envoie trois tableaux. Il y obtient une médaille d'or, et est médaillé d'or au concours de la ville de Douai. Il part en 1816 à Rome, pensionnaire du Roi, traverse la Suisse, la Lombardie, passe par Florence avant d'arriver à Rome, là ou son père était venu quelques années auparavant. Il descend à Naples et fut subjugué par le travail de Salvator Rosa.
Son prix de Rome lui vaut une commande officielle pour la galerie de Diane à Fontainebleau : La Mort de Roland. De retour en France en 1820, il ouvre son propre atelier, où il compte Corot parmi ses élèves, avec lequel il se rend en forêt de Fontainebleau peindre sur le motif. Bien que peintre néo-classique, Michallon est considéré comme l'un des précurseurs de l'école de Barbizon.
Lors d'un retour d'un séjour à Marlotte, s'étant rendu aux jardin des Plantes pour étudier un cèdre, il se sentit saisit par un mal de gorge qui bientôt descendit sur la poitrine. Une pneumonie l'emporta dans la nuit du 23 au 24 septembre 1822.
La duchesse de Berry et le vicomte Alexandre-Émile Lespine étaient ses plus fervents admirateurs. La succession de la princesse Louis de Croÿ et du vicomte Lespine est une source d'information sur les œuvres de cet artiste.

« Déjà célèbre au sortir de l’enfance

Sur les pas du Poussin la mort vint le saisir

Cinq lustres, onze mois, furent son existence

Mais de son beau talent parlera l’avenir. »

— Oraison funèbre de feu Achille-Etna Michallon, pensionnaire du Roi, peintre en paysage historique, prononcé par V.-A. Vanier, son cousin, le 25 septembre 1822, Paris, Boucher, 1822.

## Élèves
- Jean-Baptiste Corot, de 1821 à 1822
- Antoine Guindrand
- Augustin François Lemaître
- Pierre Marie Joseph Vernet

## Œuvres dans les collections publiques
- Chantilly, musée Condé : Vue de la ville et du golfe de Salerne, vers 1817-1822.
- Le Puy-en-Velay, musée Crozatier : Étude de troncs d'arbres, d'après Ruysdael.
- Montpellier, musée Fabre : Paysage avec Philoctète dans l'île de Lemnos, 1822.
- Orléans, musée des Beaux-Arts :
  - Étude d'oriental, 1817-1818, huile sur papier marouflé sur bois, 32 x 24 cm[4].
  - La cascade de Terni, 1818-1821, huile sur papier marouflé sur toile, 30,5 x 19,5 cm[5].
  - Étude de vague sur une plage dans la région de Naples, 1819-1820, huile sur papier marouflé sur toile, 26 x 37 cm[6].
  - Voûtes du Colisée au soleil couchant, vers 1818, huile sur papier marouflé sur toile, 39 x 27 cm[7].
  - Henri IV et le capitaine Michau en forêt de Fontainebleau, Esquisse, 1818, huile sur papier marouflé sur toile, 41 x 58,5 cm[8].
  - Vue des ravins de Sorrente, 1819, huile sur papier marouflé sur toile, 37,5 x 26 cm[9].
  - Vue de la villa Médicis, vers 1819, huile sur papier marouflé sur toile, 22,5 x 29,5 cm[10].
  - Portrait de Mazzochi, brigand italien, 1820, huile sur toile, 35,2 x 27 cm[11].
- Paris :
  - École nationale supérieure des beaux-arts : Démocrite et les Abdéritains, 1817, prix de Rome.
  - musée du Louvre :
    - Paysage de Frascati, 1822, achat de Louis XVIII ;
    - La Mort de Roland à Roncevaux, 1819 ;
    - Homme drapé en rouge : habitant de Frascatti ;
    - La Femme foudroyée.
- Reims, musée des Beaux-Arts : Le Moulin de la Cuve.
- Strasbourg, musée des Beaux-Arts : Paysage avec la mort de Roland.

## Expositions
- 1994 : Paris, musée du Louvre, Achille Etna Michallon.

## Galerie

Œuvres d'Achille Etna Michallon
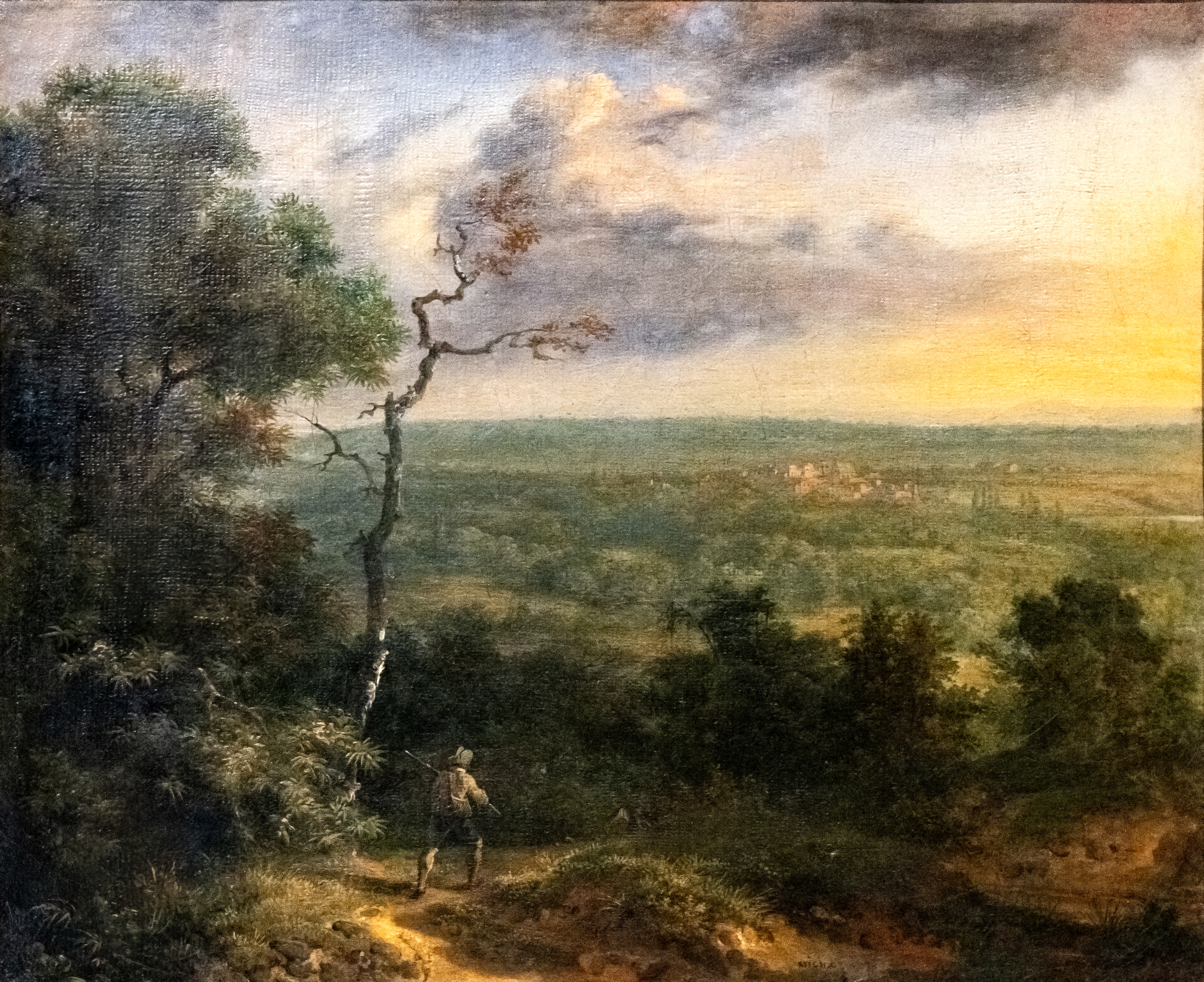
Vues de Sceaux, prise du bois d'Aulnay, au-dessus de la sablière, 1814, Albi, musée Toulouse-Lautrec.
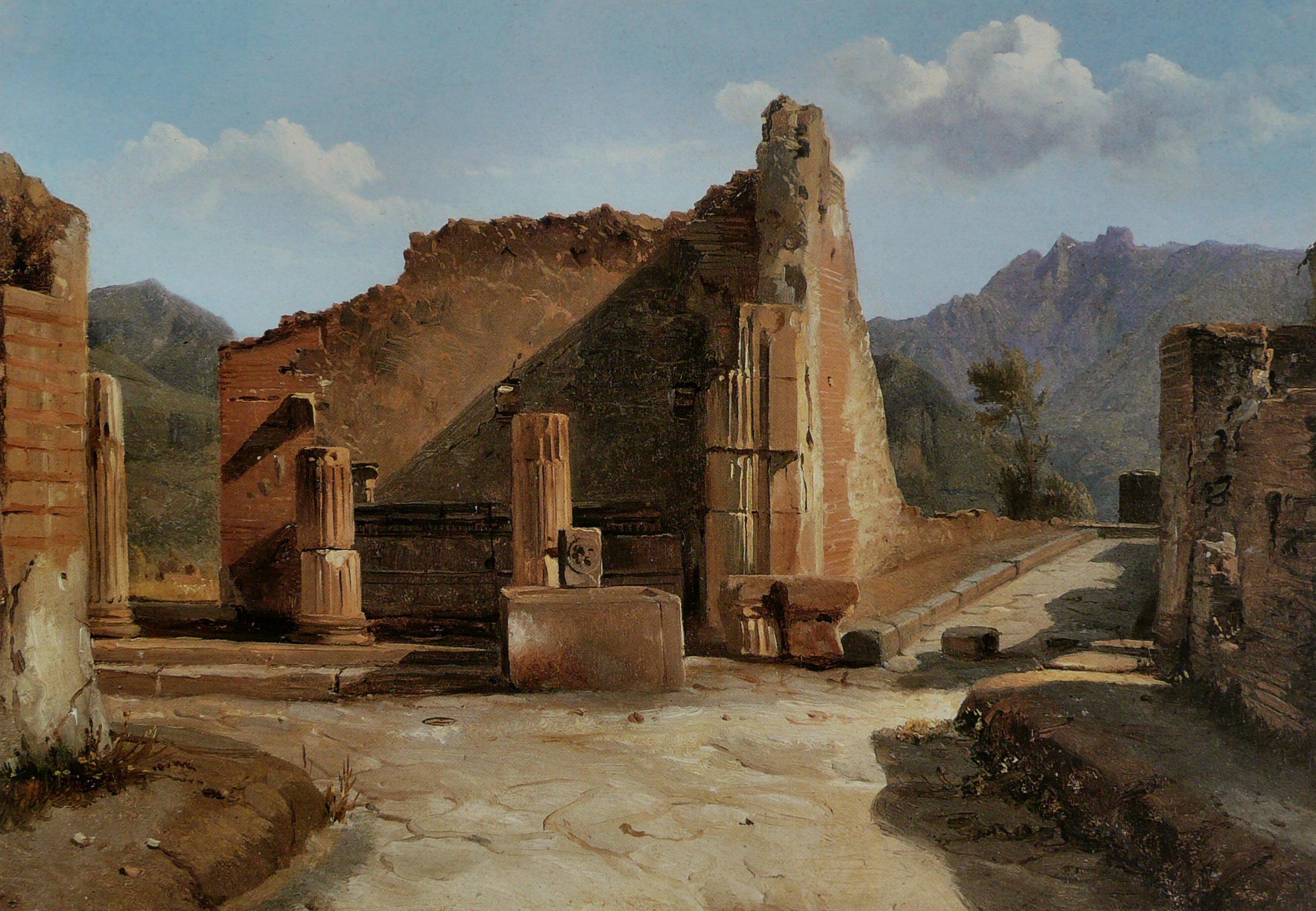
Le Forum triangulaire à Pompéi, vers 1819-1820, Paris, musée du Louvre.
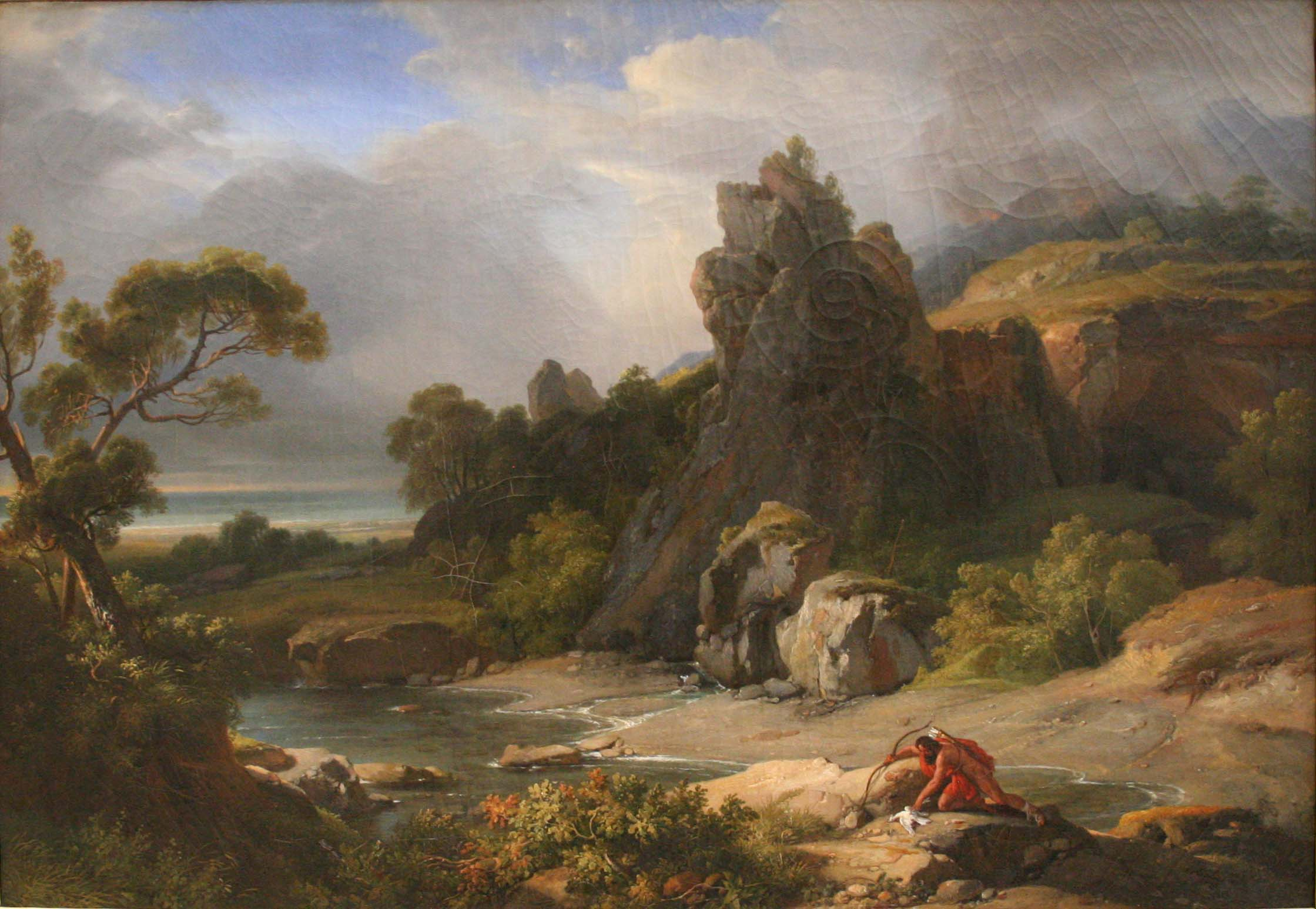
Philoctète dans l'île de Lemnos, Montpellier, musée Fabre.
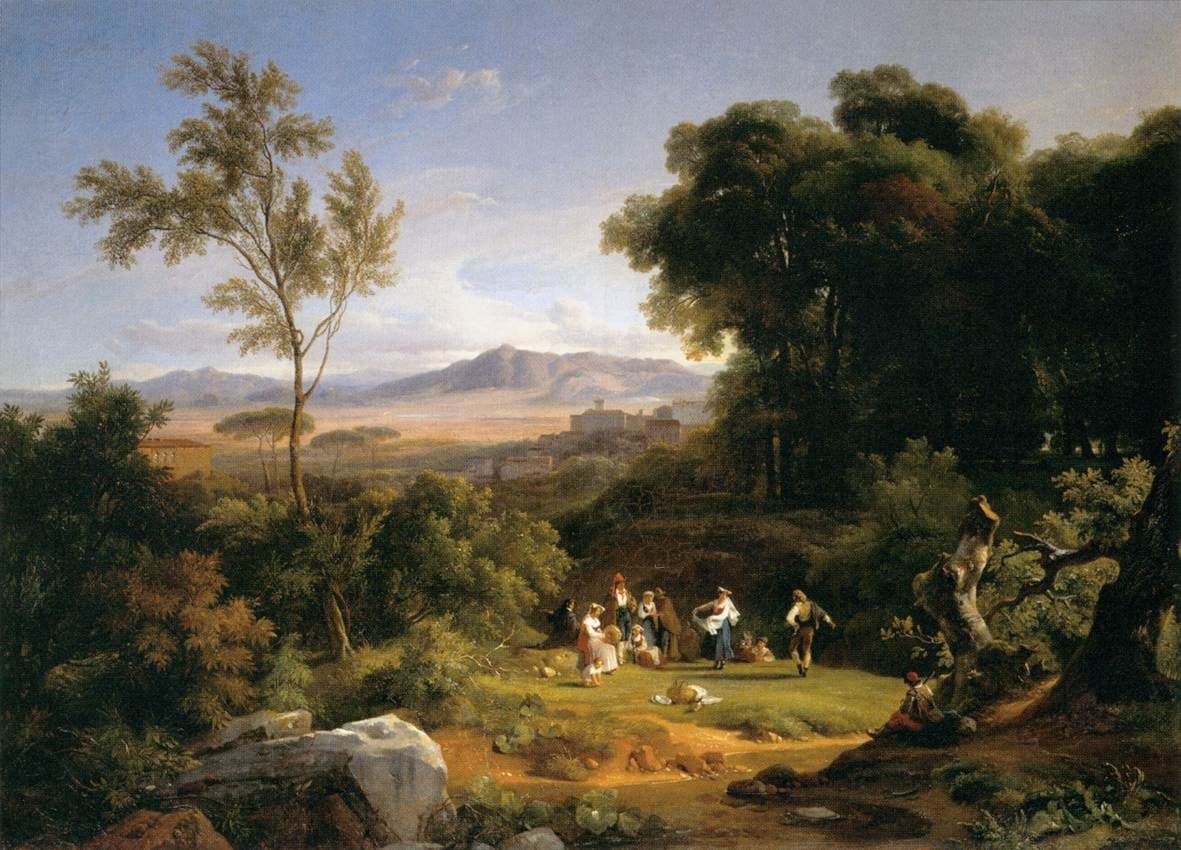
Paysage de Frascati (1822), Paris, musée du Louvre.
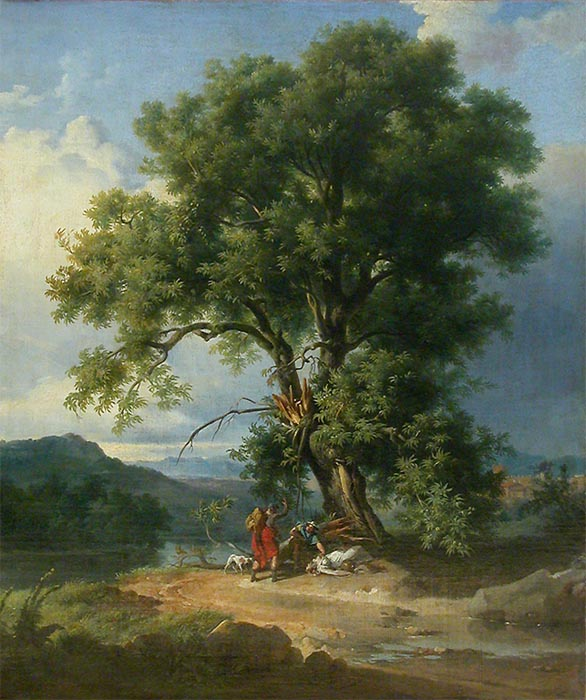
La Femme foudroyée, vers 1822, Paris, musée du Louvre.
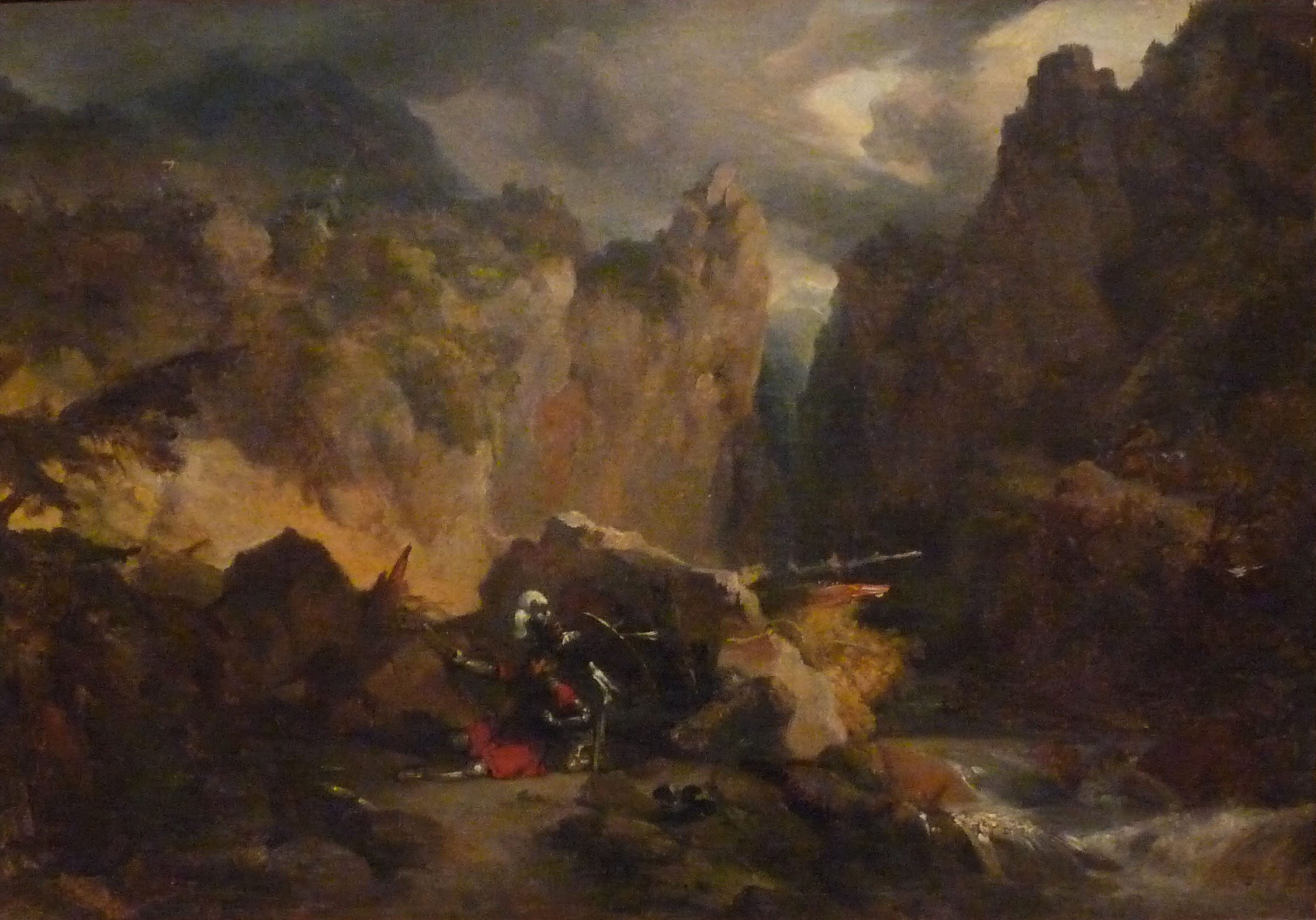
Paysage avec la mort de Roland, musée des Beaux-Arts de Strasbourg.

### Iconographie
- Léon Cogniet, Portrait de Michallon (vers 1818-1819), huile sur toile, musée des Beaux-Arts d'Orléans.
- Nicolas-Pierre Tiolier, Achille Etna Michallon, médaille, 1823, Paris, musée Carnavalet.